# Rzeczniów (gmina)
Rzeczniów – gmina wiejska w województwie mazowieckim, w powiecie lipskim. W latach 1975–1998 gmina położona była w województwie radomskim.
Siedziba gminy to Rzeczniów. Na terenie gminy znajduje się historyczne miasto, obecnie wieś, Grabowiec (prawa miejskie–1601 1870).
Według danych z 31 grudnia 2012 gminę zamieszkiwało 4637 osób.
Za Królestwa Polskiego gmina należała do powiatu iłżeckiego w guberni radomskiej. 13 stycznia 1870 do gminy przyłączono obszar zniesionego miasta Grabowiec.

## Struktura powierzchni
Według danych z roku 2002 gmina Rzeczniów ma obszar 103,69 km², w tym:
- użytki rolne: 80%
- użytki leśne: 15%

Gmina stanowi 13,87% powierzchni powiatu.

## Demografia

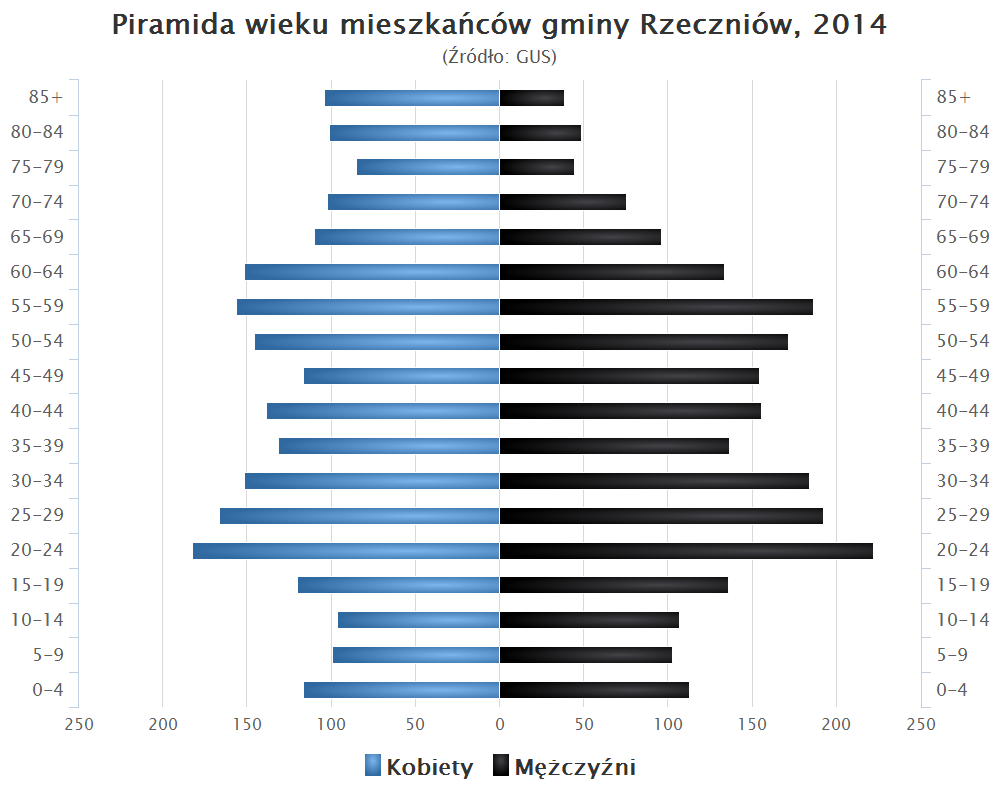
Piramida wieku mieszkańców gminy Rzeczniów w 2014 roku

Dane z 31 grudnia 2012:
| Opis                              | Ogółem | Ogółem | Kobiety | Kobiety | Mężczyźni | Mężczyźni |
| --------------------------------- | ------ | ------ | ------- | ------- | --------- | --------- |
| jednostka                         | osób   | %      | osób    | %       | osób      | %         |
| populacja                         | 4637   | 100    | 2315    | 49,9    | 2322      | 50,1      |
| gęstość zaludnienia (mieszk./km²) | 44,7   | 44,7   | 22,3    | 22,3    | 22,4      | 22,4      |

## Miejscowości sołeckie
Ciecierówka, Dubrawa, Grabowiec, Grechów, Jelanka, Kotłowacz, Marianów, Michałów, Osinki, Pasztowa Wola, Pasztowa Wola-Kolonia, Pawliczka, Płósy, Podkońce, Rzechów-Kolonia, Rzeczniów, Rzeczniów-Kolonia, Rzeczniówek, Rybiczyzna, Stary Rzechów, Wincentów, Wólka Modrzejowa, Wólka Modrzejowa-Kolonia, Zawały.

## Pozostałe miejscowości
Berkowizna, Borcuchy, Dąbrówki, Gościniec, Kalinów Mały, Kaniosy, Leśniczówka Michałów, Mołdawa, Pod Michałowem, Pole, Rybiczyzna.

## Szkoły i placówki oświatowe prowadzone przez Gminę Rzeczniów
- Gminna  i Powiatowa Biblioteka Publiczna w Rzeczniowie z filią w Pasztowej Woli
- Szkoła Podstawowa w Rzeczniowie
- Szkoła Podstawowa w Grabowcu
- Przedszkole Publiczne w Rzeczniowie

## Sąsiednie gminy
Brody, Ciepielów, Iłża, Sienno